# RhB ABe 4/4 II
De ABe 4/4 II ook wel motrice quaranta genoemd is een elektrisch motorrijtuig bestemd voor het regionaal personenvervoer van de Rhätische Bahn (RhB).

## Geschiedenis
Deze motorrijtuigen werden in de jaren zestig voor de Rhätische Bahn (RhB) gebouwd in twee series. De tweede serie is 35 cm langer door toepassing van ander type draaistellen.
De motorrijtuigen kunnen gecombineerd rijden met locomotieven van het type Gem 4/4, en met motorrijtuigen van het type ABe 4/4 III. Ze kunnen ook worden gecombineerd met een sneeuwfrees van het type Xrotet.
De motorrijtuig 48 uit de tweede serie zullen in gebruikt bij RhB Infrastruktur als dienstmotorrijtuigen en vernummerd in 23201.
De laatste drie motorrijtuigen uit de tweede serie zullen in de toekomst worden gebruikt als dienstmotorrijtuigen ter vervaning van Xe 4/4 9922–24.

## Constructie en techniek
De motorrijtuigen zijn gebouwd op een stalen frame. In de draaistellen zijn twee elektromotoren gemonteerd die via tandwielen ieder een as aandrijven.

### Nummers
De motorrijtuigen werden door de Rhätische Bahn als volgt genummerd:
| Lijst van de ABe 4/4 II |                  |                                  |
| Nummer                  | in gebruik sinds | Huidige status                   |
| 41                      | 1964             | november 2010 gesloopt           |
| 42                      | 1964             | november 2010 gesloopt           |
| 43                      | 1964             | december 2010 gesloopt           |
| 44                      | 1964             | december 2010 gesloopt           |
| 45                      | 1964             | november 2010 gesloopt           |
| 46                      | 1965             | in gebruik                       |
| 47                      | 1972             | in gebruik                       |
| 48                      | 1972             | in gebruik bij RhB Infrastruktur |
| 49                      | 1972             | in gebruik                       |
|                         |                  |                                  |

## Treindiensten
De treinen van het type ABe 4/4 II worden door de Rhätische Bahn (RhB) ingezet op het traject tussen St. Moritz en Tirano over de Berninabahn.
- Sankt Moritz - Tirano